# اضطراب نوم الإيقاع اليوماوي
اضطرابات نوم الإيقاع اليوماوي (بالإنجليزية: Circadian rhythm sleep disorders) هي عائلة من اضطرابات النوم التي تؤثر على توقيته. تنشأ اضطرابات نوم النظم اليوماوي من النمط المستمر من اضطرابات النوم والاستيقاظ التي يمكن أن تحدث إما بسبب خللٍ وظيفي في نظام الساعة البيولوجية للفرد، أو بسبب عدم التوافق بين مذبذب التنشؤ الداخلي للشخص والإشارات الخارجية المفروضة عليه. نتيجة عدم التطابق هذا، يميل المتأثرون باضطرابات نوم النظم اليوماوي إلى النوم في أوقات غير تقليدية في اليوم. غالباً ما تؤدي هذه الأحداث إلى حالات متكررة من الراحة المضطربة، حيث لا يستطيع الأفراد المصابون بهذا الاضطراب النوم والاستيقاظ في أوقات «طبيعية» للعمل أو المدرسة أو غيرها من الالتزامات الاجتماعية.
البشر، مثل معظم الكائنات الحية، لديهم إيقاعات بيولوجية مختلفة. تتحكم هذه الساعات البيولوجية في العمليات التي تتقلب يومياً (مثل درجة حرارة الجسم، واليقظة، وإفراز الهرمونات)، مما يولد الإيقاعات اليومية. من بين هذه الخصائص الفسيولوجية، يمكن اعتبار النزعة الطبيعية للنوم والاستيقاظ لدينا أحد التواترات اليومية التي تنظمها الساعة البيولوجية. يتم تنظيم دورات النوم لدينا بإحكام من خلال سلسلة من العمليات اليومية التي تعمل جنباً إلى جنب، والتي تتيح لنا تجربة فترة من النوم الموحد أثناء الليل وفترة استيقاظ طويلة خلال النهار. على العكس من ذلك، فإن الاضطرابات في هذه العمليات ومسارات التواصل بينهما يمكن أن تؤدي إلى مشاكل في أنماط النوم، والتي يشار إليها مجتمعة باسم اضطرابات نوم الإيقاع اليوماوي.

## الإيقاع الطبيعي
يعد الإيقاع اليوماوي نشاطاً بيولوجياً قابلاً للمزامنة وذاتي التنشؤ بفترةٍ تمتد لأربعة وعشرين ساعة تقريباً. تتركز آلية حفظ الوقت الداخلية هذه في النواة فوق التصالبة suprachiasmatic nucleus للبشر وتتيح للآليات الفسيولوجية الداخلية الكامنة وراء النوم واليقظة لتصبح متزامنة مع الإشارات البيئية الخارجية، مثل دورة الضوء والظلام. كما ترسل النواة فوق التصالبة إشارات إلى الساعات المحيطة في الأعضاء الأخرى، مثل الكبد، للتحكم في عمليات معينة مثل استقلاب الجلوكوز. على الرغم من أنّ هذه الإيقاعات ستستمر في ظروف الإضاءة أو الظلام الثابتة، إلا أنّ الميقاتيين Zeitgebers (مقدمو الوقت مثل دورة الضوء والظلام) المختلفين يقدمون سياقاً للساعة البيولوجية وتتيح لها إدخال وتنظيم العمليات الفسيولوجية للتكيف مع البيئة المتغيرة. تشمل الجينات التي تساعد على التحكم بالمزامنة المحفز بالضوء المنظمات الإيجابية BMAL1 وCLOCK والمنظمات السلبية PER1 وCRY. يمكن وصف الدورة اليوماوية الكاملة بأنها يوم يوماوي مدته أربع وعشرين ساعة، حيث يمثل الوقت اليوماوي صفر (CT 0) بداية اليوم الشخصي للكائن الحي، ويمثل الوقت اليوماوي 12 (CT 12) بداية الليل الشخصي.
ثبت أنّ البشر ذوي الوظيفة اليوماوية المنتظمة يحافظون على مواعيد نوم منتظمة أيضاً، وينظمون الإيقاعات اليوماوية في إفراز الهرمونات، ويحافظون على التذبذبات في درجة حرارة الجسم الأساسية. حتى في غياب الميقاتيين، سيستمر البشر في الحفاظ على إيقاعٍ لمدة 24 ساعة تقريباً في هذه الأنشطة البيولوجية. فيما يتعلق بالنوم، تسمح الوظيفة اليوماوية الطبيعية للناس بالحفاظ على التوازن في الراحة والاستيقاظ مما يسمح لهم بالعمل والحفاظ على اليقظة أثناء أنشطة اليوم، والراحة في الليل.
نتيجة بعض المفاهيم الخاطئة بشأن الإيقاعات اليوماوية والنوم، عادة ما يُساء تشخيص عدم انتظام النوم على أنه اضطراب نوم الإيقاع اليوماوي. من أجل تشخيص إصابتك باضطراب نوم الإيقاع اليوماوي، يجب أن يكون هناك إما اختلال بين توقيت المذبذب اليوماوية والبيئة المحيطة، أو فشل في مسار مزامنة الساعة البيولوجية. من بين الأشخاص ذوي وظائف الساعة اليوماوية المثالية، هناك تباين في أنماط الوقت chronotypes، أو أوقات النوم والاستيقاظ المفضلة لدى الأفراد. على الرغم من أنّ نمط الوقت يختلف من فرد لآخر، كما هو محدد بواسطة التعبير الإيقاعي لجينات الساعة البيولوجية، فإنّ الأشخاص الذين لديهم وظيفة نموذجية للساعة اليوماوية سيكونون قادرين على الانجراف نحو الإشارات البيئية. على سبيل المثال، إذا كان الشخص يرغب في تغيير بداية نشاطٍ بيولوجي، مثل وقت الاستيقاظ، فإن التعرض للضوء أثناء الليل المتأخر الشخصي أو في الصباح الباكر الشخصي يمكن أن يساعد في تقديم دورة الشخص اليوماوية نحو وقتٍ أبكر من اليوم، مما سيؤدي إلى الاستيقاظ في وقتٍ أبكر.

## التشخيص
يصنف التصنيف الدولي لاضطرابات النوم اضطراب نوم الإيقاع اليوماوي كنوع من عسر النوم dyssomnia. على الرغم من أنّ الدراسات تشير إلى أنّ 3 ٪ من السكان البالغين يعانون من اضطراب نوم الإيقاع اليوماوي، غالباً ما يُساء تشخص كثير من الناس بإصابتهم بالأرق بدلاً من اضطراب نوم الإيقاع اليوماوي. من بين البالغين الذين تم تشخيصهم باضطرابات النوم، يقدر أنّ 10 ٪ منهم مصابون باضطراب نوم الإيقاع اليوماوي ومن بين المراهقين الذين يعانون من اضطرابات النوم، يقدر أنّ 16 ٪ منهم قد يكونوا مصابين باضطراب نوم الإيقاع اليوماوي. عادةً ما يظهر على المرضى الذين يتم تشخيصهم باضطراب نوم الإيقاع اليوماوي نمط من النوم المضطرب، سواء كان ذلك النوم المفرط الذي يتداخل مع جداول العمل والوظائف اليومية، أو الأرق في أوقات النوم المرغوبة. من الجدير بالذكر أنّ وجود تفضيل لأوقات الاستيقاظ المبكرة أو المتأخرة عند الشخص لا يرتبط بتشخيص اضطراب نوم الإيقاع اليوماوي. يجب أن يكون هناك ضعف واضح في الإيقاعات البيولوجية التي تؤثر على عمل الشخص وسلوكه اليومي. لتشخيص اضطراب نوم الإيقاع اليوماوي، يجمع مختصُ بالنوم تاريخ عادات النوم والاستيقاظ للمريض، وأنماط درجة حرارة الجسم، وافراز هرموز الميلاتونين الخافت (DLMO). توفر هذه البيانات المجموعة نظرة ثاقبة للجدول الحالي للمريض وكذلك علامات المرحلة الفسيولوجية للساعة البيولوجية له.
تبدأ عملية تشخيص اضطراب نوم الإيقاع اليوماوي بالقيام بتقييمٍ شامل للنوم. يتم استخدام استبيان قياسي لتسجيل عادات النوم للمريض، بما في ذلك وقت النوم المعتاد، ومدة النوم، ووقت الدخول في النوم sleep latency، وحالات الاستيقاظ. سوف يستفسر المتخصص عن العوامل الخارجية الأخرى التي قد تؤثر على النوم. ترتبط الأدوية الموصوفة التي تعالج اضطرابات المزاج مثل مضادات الاكتئاب ثلاثية الحلقات ومثبطات امتصاص السيروتونين الانتقائية ومضادات الاكتئاب الأخرى بسلوكيات النوم غير الطبيعية. يتم أيضاً تسجيل العادات اليومية الأخرى مثل جدول العمل وتوقيت التمارين لأنها قد تؤثر على أنماط النوم والاستيقاظ لدى الفرد. لقياس متغيرات النوم بصراحة، يلبس المرضى ساعات أكتيغراف actigraph التي تسجل بداية النوم ووقت الاستيقاظ والعديد من المتغيرات الفسيولوجية الأخرى. وبالمثل، يُطلب من المرضى الإبلاغ عن عادات نومهم من خلال مذكرات نوم أسبوعية لتوثيق موعد ذهابهم للسرير، وموعد استيقاذهم، وما إلى ذلك لاستكمال بيانات الأكتيغراف. يتيح جمع هذه البيانات للمختصين في النوم توثيق وقياس عادات نوم المريض وتأكيد الأنماط الموضحة في سجل نومه.
هناك طرق أخرى إضافية لتصنيف طبيعة نوم المريض وساعته البيولوجية وهي استبيان الصباح والمساء واستبيان ميونخ لأنماط النوم، وكلاهما يرتبطان ارتباطاً قوياً إلى حد ما مع الكشف بدقة عن فترات النوم المتقدمة أو المتأخرة. تساعد الاستبيانات مثل مؤشر بيتسبيرغ لجودة النوم (PSQI) ومؤشر شدة الأرق (ISI) في قياس شدة اضطرابات النوم. على وجه التحديد، يمكن أن تساعد هذه الاستبيانات الأخصائيين على تقييم مشاكل المريض مع وقت الدخول في للنوم، واليقظة غير المرغوبة في الصباح الباكر، ومشاكل الغطّ بالنوم أو البقاء فيه.

## الأنواع
حالياً، يضع التصنيف الدولي لاضطرابات النوم (ICSD-3) ست اضطرابات تحت فئة اضطرابات نوم الإيقاع اليوماوي.
يمكن تصنيف اضطرابات نوم الإيقاع اليوماوي إلى مجموعتين استناداً على آلياتها الأساسية: تتكون الفئة الأولى من اضطرابات تم فيها تغيير مذبذب التنشؤ الداخلي، وتُعرف باسم اضطرابات النوع الداخلي. سيشار إلى هذه الفئة باسم نوع الاضطراب الداخلي. أما الفئة الثانية فتتألف من اضطرابات تكون فيها البيئة الخارجية وساعة التنشؤ الداخلي اليوماوية  غير متجانسة، وتسمى اضطرابات نوم الإيقاع اليوماوي الخارجية.

### النوع الداخلي
- اضطراب طور النوم المتأخر Advanced sleep phase disorder (DSPD): يُعاني الأفراد الذين تم تشخيصهم باضطراب طور النوم المتأخر من أوقات استيقاظ ونوم متأخرة عند مقارنتها بالأفراد العاديين. يعاني الأشخاص المصابون باضطراب طور النوم المتأخر عادةً من فترات طويلة جداً للدخول في النوم عند محاولتهم القيام بذلك أثناء أوقات النوم التقليدية. وبالمثل، لديهم أيضاً مشكلة في الاستيقاظ في الأوقات التقليدية.
- اضطراب طور النوم المتقدم Advanced sleep phase disorder (ASPD): يعاني الأشخاص المصابون  باضطراب طور النوم المتقدم من أعراضٍ معاكسة لأولئك المصابين باضطراب طور النوم المتأخر. حيث يعانون من أوقات استيقاظ متقدمة، لذلك يميلون إلى الذهاب للنوم والاستيقاظ مبكراً مقارنة بالأفراد العاديين. يعتبر اضطراب طور النوم المتقدم أقل شيوعاً من اضطراب طور النوم المتأخر، لكنه أكثر شيوعاً بين الأفراد الأكبر سناً.
  - يرتبط اضطراب طور النوم المتقدم العائلي (FASPS) بالصيغة السائدة للصبغي الجسمي للوراثة autosomal dominant mode of inheritance. يرتبط مع طفرة مغلطة missense mutation في بروتين PER2 الذي يستبدل الحمض الأميني سيرين Serine بالحمض الأميني جلايسين Glycine في الموضع الجيني 662 (S662G).[11] تختبر الأسر التي تعاني من هذه الطفرة في بروتين PER2 تقدمات طورية شديدة في النوم، حيث يستيقذون حوالي الساعة 2 صباحاً ويذهبون للفراش حوالي الساعة 7 مساءً.

- يتميز اضطراب إيقاع النوم والاستيقاظ غير المنتظم Irregular sleep–wake rhythm disorder (ISWRD) بفترة نوم طبيعية مدتها 24 ساعة. ومع ذلك، يعاني الأفراد المصابون بهذا الاضطراب من نوم مجزأ وغير منظم للغاية يمكن أن يتجلى في الاستيقاظ بشكلٍ متكرر أثناء الليل وأخذ عدة قيلولات أثناء النهار، مع الحفاظ على الرغم من ذلك على وقت نومٍ اجماليٍ كافٍ. غالباً ما يعاني الأشخاص المصابون باضطراب إيقاع النوم والاستيقاظ غير المنتظم من مجموعة من الأعراض التي تتراوح من الأرق إلى النعاس الشديدين أثناء النهار.
- يتميز اضطراب النوم والاستيقاظ المُخالف لفترة الـ24 ساعة Non-24-hour sleep–wake disorder (N24SWD)، الأكثر شيوعاً بين الأفراد المكفوفين وغير القادرين على كشف الضوء، بأنماطٍ مزمنة من دورات النوم والاستيقاظ غير المتزامنة مع دورة الضوء والظلام البيئية ذات الـ24 ساعة. نتيجة لذلك، عادة ما يعاني الأفراد المصابون بهذا الاضطراب من تأخير تدريجي يمكن التنبؤ به في بدء النوم وأوقات الاستيقاظ. قد يُطور الأشخاص المصابون باضطراب طور النوم المتأخر هذا الاضطراب إذا لم يتم علاج حالتهم.

### النوع الخارجي
- اضطراب النوم الخاص بمناوبات العمل Shift work sleep disorder (SWSD): يُعتقد أنّ حوالي 9 ٪ من الأمريكيين، الذين يعملون ليلاً أو بمناوبات عمل غير منتظمة، يعانون من اضطراب النوم الخاصة بمناوبات العمل.[12] يتعارض العمل في نوبة ليلية بشكلٍ مباشر مع الإشارات البيئية التي تتزامن مع ساعاتنا البيولوجية، لذلك ينشأ هذا الاضطراب عندما تكون ساعة الفرد غير قادرة على التكيف مع جدول العمل المفروض اجتماعياً. يمكن أن يؤدي اضطراب النوم المرتبط  بمناوبات العمل إلى حالات شديدة من الأرق بالإضافة إلى النعاس الشديد أثناء النهار.
- يتميز اضطراب الرحلات الجوية الطويلة Jet lag بصعوبة النوم أو البقاء فيه كنتيجةٍ للاختلال بين نظام الساعة البيولوجية الداخلية للشخص والإشارات الخارجية أو البيئية. يرتبط عادةً بالسفر السريع عبر مناطق زمنية متعددة.[10]

## اضطرابات نوم الإيقاع اليوماوي ومرض الزهايمر
ارتبطت اضطرابات نوم الإيقاع اليوماوي في كثير من الأحيان بالنعس المفرط أثناء النهار والأرق الليلي في المرضى الذين تم تشخيصهم بمرض الزهايمر Alzheimer's disease، وهو ما يمثل ميزةً شائعةً بين مرضى الزهايمر وكذلك عامل خطر من الاختلالات الوظيفية التقدمية. من ناحية، يعاني الأشخاص المصابون بمرض الزهايمر من تغيير في إفراز هرمون الميلاتونين وعدم انتظامٍ عالٍ في إيقاعهم اليوماوي الذي يؤدي إلى دورة استيقاظ ونوم مزعجة، على الأرجح بسبب حدوث ضررٍ بمناطق النواة فوق التصالبة في تحت المهاد hypothalamic الذي يتم ملاحظته عادةً في المصابين بمرض الزهايمر. من ناحية أخرى، ترتبط حالات النوم واليقظة المضطربة بتدهور القدرات الإدراكية، والحالة العاطفية، ونوعية الحياة للمريض المصاب بالزهايمر. علاوة على ذلك، فإن الأعراض السلوكية غير الطبيعية للمرض تسهم سلباً على أقارب المريض ومقدمي الرعاية الخاصين به.
ومع ذلك، لا يزال تأثير اضطرابات النوم والاستيقاظ على التجربة الشخصية للمصاب بمرض الزهايمر غير واضحٍ كثيراً. لذلك، تم التوصية بشدة بإجراء مزيدٍ من الدراسات التي تستكشف هذا المجال، مع الأخذ في الاعتبار زيادة العمر المتوقع وأهمية الأمراض العصبية في الممارسات السريرية.

## العلاج
تشمل العلاجات الممكنة لاضطرابات نوم الإيقاع اليوماوي ما يلي:
- يعمل علاج أوقات النوم Chronotherapy، الذي يُعتبر أفضل علاج لاضطراب طور النوم المتأخر، على تأجيل وقت النوم للفرد بشكل منتظم حتى تتزامن أوقات نومه مع اليوم التقليدي ذي الـ 24 ساعة.
- يستخدم العلاج بالضوء Light therapy التعرض للضوء الساطع لتحفيز التقدم الطوري وتأخير النوم وأوقات الاستيقاظ. يتطلب هذا العلاج التعرض لـ 30 إلى 60 دقيقة لضوء أبيض أو أزرق أو طبيعي ساطع (5000 - 10000 لوكس) في وقت محدد حتى يتم محاذاة الساعة اليوماوية مع الجدول الزمني المطلوب.[16] يتم إعطاء العلاج مبدئياً إما عند الاستيقاظ أو قبل النوم، وإذا استمر النجاح قد يستمر إلى أجل غير مسمى أو يتم تنفيذه بشكلٍ أقل تواتراً.[17] على الرغم من أنه ثبتت فعالية العلاج على الأفراد الذين يعانون من اضطراب طور النوم المتأخر والمتقدم، إلا أنّ فوائد العلاج بالضوء على اضطراب النوم والاستيقاظ المُخالف لفترة الـ24 ساعة واضطراب النوم الخاص بمناوبات العمل واضطراب الرحلات الجوية الطويلة لم يتم دراستها على نطاقٍ واسع.
- استخدامت المُنومات سريرياً جنباً إلى جنب مع علاج التعرض للضوء الساطع والعلاج الدوائي لعلاج اضطرابات نوم الإيقاع اليوماوي مثل اضطرابات النوم المتقدمة.[18] بالإضافة إلى ذلك، فبالتزامن مع العلاج السلوكي الإدراكي، فإن المُنومات قصيرة المفعول تمثل أيضاً وسيلة لعلاج الأرق المصاحب للمرض في المرضى الذين يعانون من اضطرابات النوم اليوماوية.
- لقد ثبت أنّ الميلاتونين Melatonin، وهو هرمون بيولوجي يُفرز بشكلٍ طبيعي مع الإيقاع اليوماوي، يعزز النوم والمزامنة للإشارات الخارجية عند تناوله على شكل دواء (0.5-5.0 ملجم). يسبب الميلاتونين عند تناوله في المساء في حدوث تقدم طوري في أوقات الاستيقاظ والنوم مع الحفاظ على مدة ونوعية النوم. وبالمثل، عندما تناوله في الصباح الباكر، يمكن أن يسبب الميلاتونين تأخيراتٍ طورية. ثبتت فاعليته في حالات اضطراب النوم الخاص بمناوبات العمل واضطراب طور النوم المتأخر، لكن لم يثبت أنه مفيد في حالات اضطراب الرحلات الجوية الطويلة.[16]
- يستخدم العلاج بالظلام Dark therapy، على سبيل المثال، النظارات الحاجبة للّون الأزرق، لمنع وصول الموجات الضوئية الزرقاء والزرقاء المخضرة إلى عين المرض خلال ساعات المساء حتى لا تعيق إنتاج هرمون الميلاتونين.[19]